# Tetjehornderpolder
De Tetjehornderpolder is een voormalig waterschap in de provincie Groningen. De polder behoorde vanouds tot het Slochterzijlvest, maar waterde uit in de boezem van het Woldzijlvest.
Door de aanleg van het Eemskanaal werden het noordelijk deel van de polder afgesneden en in 1868 bij het waterschap Garreweersterpolder gevoegd. Het deel van de Garreweerspolder ten zuiden van het kanaal en dat van de Wirdummerpolder werden samengevoegd met de Tetjehornderpolder. Vanaf 1871 viel de polder onder het waterschap Duurswold.
De polder lag ten zuiden van het Eemskanaal, tussen dit kanaal en het Schildmeer. De oostgrens lag bij de gemeentegrens met Appingedam en het verlengde hiervan. De westgrens lag 300 m westelijk van de weg de Oude Graauwedijk en 1 km oostelijk van de Meerweg. De polder had een molen uit 1799, vernieuwd in 1834, die via een korte hoofdwatergang uitsloeg op het Schildmeer. 
Het plan was afkomstig van "enige ingezetenen en landgebruikers onder het Carspel Hellum aan de Noordzijde van het Schild", die in 1798 samen een watermolen wilden zetten om "het water van hunne Landen, welke zeer laag gelegen waren" te kunnen afleiden.
Waterstaatkundig gezien ligt het gebied sinds 2000 binnen dat van het waterschap Hunze en Aa's.